# Алекс Консані
Алекс Консані (нар. 23 липня 2003 , Петалума, Каліфорнія ) — американська модель і особистість у соціальних мережах. Вона почала працювати моделлю в 2015 році і на той момент стала наймолодшою трансгендерною моделлю у світі у віці 12 років. Після підписання контракту з IMG Models у 2019 році вона почала використовувати TikTok у 2020 році під час пандемії COVID-19 і стала популярною в Інтернеті завдяки своїм комедійним відео.

## Раннє життя та кар'єра
Алекс Консані народилася 23 липня 2003 року і виросла у районі затоки Сан-Франциско в Каліфорнії. Вона є трансгендерною жінкою і почала носити жіночий одяг у віці чотирьох років, а у вісім років обрала ім'я Алекс і проходила гормональну замісну терапію під час статевого дозрівання. Вона почала працювати моделлю на початку 2015 року після того, як її мати знайшла у Facebook рекламу модельного агентства в Лос-Анджелесі, яке складається виключно з трансгендерних моделей. На той час вона стала наймолодшою моделлю-трансгендером у світі у віці 12 років У 2016 році її профіль у Cosmopolitan Germany став вірусним в Інтернеті. У 13 років вона знялася у фотосесії з Домініком Джексоном.
Консані підписала контракт з IMG Models у серпні 2019 року та переїхала до Нью-Йорка у віці 18 років. Вона почала публікувати абсурдні комедійні відео, орієнтовані на покоління Z, у TikTok у 2020 році під час пандемії COVID-19 під ім’ям користувача captincroook, також використовуючи псевдонім Miss Mawma, і до 2022 року набрала понад 700 000 підписників.  До 2023 року у неї вже було понад 1,4 мільйона підписників на платформі. Вона була включена до списку GLAAD 20 Under 20, який вшановує «видатних молодих людей, які змінюють ЛГБТК», за 2022 рік, і йшла на подіумах Versace та Alexander McQueen восени/взимку 2022 року.
Vogue назвав її однією з найкращих моделей сезону весна-літо 2023, під час якого вона брала участь у подіумах для Boss by Hugo Boss, Burberry, Chloé, Roberto Cavalli та Coperni. Вона стала обличчям спільної колекції Jean Paul Gaultier з лондонським брендом Knwls, яка вийшла у вересні 2023 року. Консані була ексклюзивною моделлю для колекції Коннера Айвза S/S24 у співпраці з Depop, «Пізній капіталізм». На початок 2024 року Консані мала понад два мільйони підписників і понад 150 мільйонів лайків її відео на TikTok. Вона з'явилася в кліпах на пісню JT «Okay» і на пісню Charli XCX «360» у квітні та травні 2024 року відповідно. Вона була номінована на Fashion Award в категорії «Модель року» у 2024 році, ставши першою відкритою трансгендерною жінкою, яка була номінована на цю нагороду. На той час у неї було понад три мільйони підписників у TikTok.
15 жовтня 2024 року Консані та Валентина Сампайо стали першими трансгендерними моделями, які взяли участь у показі Victoria's Secret Fashion Show.
2 грудня 2024 року Консані стала першою трансгендерною людиною, яка отримала звання «Модель року» на щорічній церемонії вручення нагород Fashion Awards у Лондоні.

## Публічний образ
У лютому 2023 року Алісса Морін з E! News назвала Консані «новою It-дівчиною моди», в той час як Bustle та PinkNews назвали її «It-дівчиною» 2024 року. Вієнна Верноуз із CR Fashion Book назвала її вибілене волосся та «феєричні» риси обличчя «особливими», а її ходу по подіуму — «серйозною та потужною». Грейс Кларк з L'Officiel назвала Консані «легко однією з найбільших моделей» 2024 року та «однією з найпопулярніших трансгендерних моделей в індустрії». 
У жовтні 2023 року вона з’явилася в списку Forbes Top Creators Fashion 50, де вона мала найвищий рівень залученості в списку — 21,5% і була описана як «фірмове освітлене волосся та брови». У 2023 році iD заявили, що вона «так само відома своїми придуркуватими танцями в метро ... і дурнуватим характером [у TikTok], як і своїми виходами на подіуми Alexander McQueen і Versace». Брок Коляр з The Cut писав у 2024 році, що її відео в TikTok, де вона «поводиться дуже голосно і трохи дратівливо в дуже публічних місцях», «постійно стають вірусними».